# Holding My Own
Holding My Own è dodicesimo album in studio del cantante di musica country statunitense George Strait, pubblicato nel 1992.

## Tracce
1. You're Right, I'm Wrong (Marty Stuart, Wayne Perry) - 2:34
2. Holding My Own (Dean Dillon, Pam Belford) - 3:20
3. Gone as a Girl Can Get (Jerry Max Lane) - 3:15
4. So Much Like My Dad (Chips Moman, Bobby Emmons) - 3:26
5. Trains Make Me Lonesome (Paul Overstreet, Thom Schuyler) - 3:46
6. All of Me (Loves All of You) (Kim Williams, L. David Lewis, Monty Holmes) - 2:44
7. Wonderland of Love (Curtis Wayne) - 2:58
8. Faults and All (Carl Perkins) - 2:41
9. It's Alright with Me (Jackson Leap) - 2:50
10. Here We Go Again (Don Lanier, Red Steagall) - 2:53